# Progonia perarcuata
Progonia perarcuata là một loài bướm đêm trong họ Noctuidae.